# Vallekilde Sogn
Vallekilde Sogn ist eine Kirchspielsgemeinde (dän.: Sogn) auf der dänischen Insel Seeland. Bis 1970 gehörte sie zur Harde Ods Herred im damaligen Holbæk Amt, danach zur Dragsholm Kommune im Vestsjællands Amt, die wiederum im Zuge der Kommunalreform zum 1. Januar 2007 in der Odsherred Kommune in der Region Sjælland aufgegangen ist.

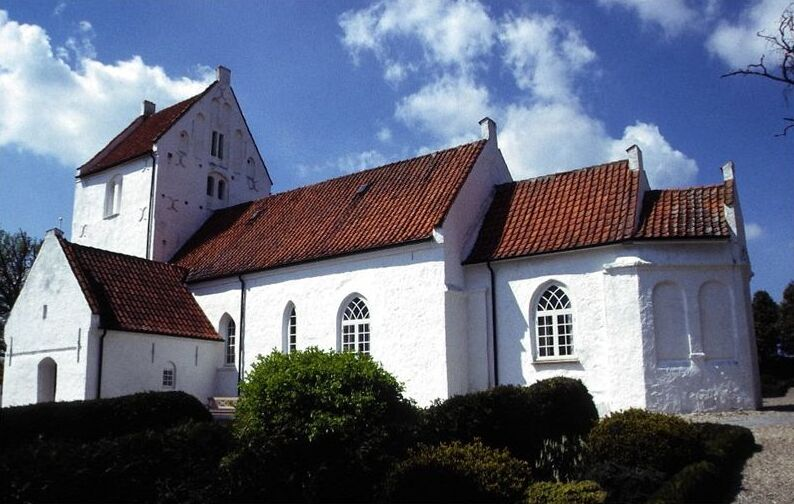
Vallekilde Kirke

Am 1. Januar 2023 lebten im Kirchspiel 822 Einwohner. Die Ortschaft Havnsø, die zum großen Teil auf dem Gebiet der Kalundborg Kommune liegt, hatte zur gleichen Zeit 940 Einwohner, von denen aber nur 0 auf dem Gemeindegebiet leben. Auf dem Gebiet der Gemeinde liegt die „Vallekilde Kirke“.
Nachbargemeinden sind im Norden Fårevejle Sogn, im Osten Hørve Sogn, im Südosten auf dem Gebiet der Holbæk Kommune das Kirchspiel Hjembæk-Svinninge Sogn, sowie auf dem Gebiet der Kalundborg Kommune im Süden Føllenslev-Særslev Sogn. Im Westen grenzt das Kirchspiel ans Kattegat.

## Persönlichkeiten
- Hans Trier Hansen (1893–1980), Turner